# Kiur (pierwiastek)
Kiur (Cm, łac. curium) – pierwiastek chemiczny z grupy aktynowców w układzie okresowym. Nazwa pochodzi od nazwiska Marii Skłodowskiej-Curie i Pierre’a Curie. Pierwiastek został odkryty w 1944 roku przez Glenna Theodore'a Seaborga.

## Właściwości
- aktywny chemicznie (jego aktywność jest najbardziej podobna do aktywności manganu)
- rozkłada wodę
- jest radioaktywny
- występuje zazwyczaj na III stopniu utlenienia, rzadziej na IV stopniu
- wykazuje duże powinowactwo do tlenu
- w kwasie azotowym pasywuje z wytworzeniem CmO2
- tworzy rozpuszczalne azotany, azotyny, siarczany, siarczyny, chlorki, bromki oraz nierozpuszczalne węglany, krzemiany, fosforany
- tworzy jon kiurylowy CmO2+2 (na VI stopniu utlenienia) będący bardzo silnym utleniaczem; utlenia złoto, jod, brom, chlor, siarkę i liczne metale; z reduktorami reaguje wybuchowo[potrzebny przypis]

## Występowanie
Z powodu dosyć krótkiego okresu połowicznego rozpadu najstabilniejszego izotopu kiuru 247Cm T1/2 = 15,6 mln lat (w porównaniu do wieku Ziemi 4,5 mld lat), kiur nie występuje w środowisku naturalnym. Pewne ilości kiuru mogą być znalezione na obszarze testów broni jądrowej.

## Powstawanie
Kiur powstaje w wyniku bombardowania 241Pu cząstkami α (4He).

## Zastosowanie
Kiur-244 jest dostępny w znaczących ilościach jako odpad z reaktorów jądrowych. Był brany pod uwagę jako źródło energii w radioizotopowych generatorach termoelektrycznych (RTG) w sondach kosmicznych. Izotop 244Cm ma czas połowicznego rozpadu ok. 18 lat, co pozwala na wykorzystanie go w długoterminowych misjach kosmicznych, ponadto ma 5 razy większą gęstość mocy niż 238Pu. Badania nad takim zastosowaniem 244Cm prowadzone były od lat 70. Ze względu jednak na wyższą emisję promieniowania gamma i neutronowego wymaga cięższych osłon i ostatecznie nie wszedł do użycia. Rozważane jest jednak wykorzystanie go jako wysokoenergetycznego dodatku do paliw dla RTG opartych na izotopach długo żyjących, jak 241Am. Izotop 242Cm ma bardzo dużą gęstość mocy. Jego czas połowicznego rozpadu wynoszący 162 dni jest akceptowalny dla krótkich misji, np. księżycowych, i został on wybrany jako źródło energii w misji Surveyor. W tym celu opracowane zostały dwa RTG: SNAP-11 i SNAP-13. Ostatecznie jednak zrezygnowano z wykorzystania izotopów promieniotwórczych w tym programie.
Kiur używany jest między innymi jako źródło energii dla świecących boi morskich, automatycznych stacji meteorologicznych, a także do ogrzewania skafandrów nurków i kosmonautów[niewiarygodne źródło?].